# Dicranomyia (Euglochina) curtivena
Dicranomyia (Euglochina) curtivena is een tweevleugelige uit de familie steltmuggen (Limoniidae). De soort komt voor in het Palearctisch en Oriëntaals gebied.